# Stadtmuseum Hildburghausen
Das Stadtmuseum Hildburghausen ist eine museale Einrichtung zur Stadtgeschichte von Hildburghausen. Das Stadtmuseum wurde 1904 gegründet und befindet sich seit 1993 im Baudenkmal „Alte Post“ in Hildburghausen.

## Gebäudegeschichte
Das unter Denkmalschutz stehende Gebäude ist ein Konglomerat verschiedener Baukörper: Es besteht aus dem mit einem Walmdach bedeckten Bürgerhaus aus dem 16. Jahrhundert, einem Turm der Stadtmauer, einem Laubengang aus Fachwerk sowie diversen Anbauten.
Von 1809 bis 1849 diente das Gebäude als Thurn und Taxissches Postamt, daher rührt auch sein Name „Alte Post“.
Zwischen 1989 und 1993 wurde das Gebäude umfangreich restauriert.
Seit 1993 sind im Gebäude die Sammlungen des Stadtmuseums Hildburghausen untergebracht, welches bereits seit 1904 existiert.

## Dauerausstellung
Keller
- Die Stadt im Mittelalter

Erdgeschoss
- Historische Schwarze Küche

Obergeschoss
- Der Dreißigjährige Krieg und seine Folgen
- Hildburghäuser Handwerk
- Hildburghausen als Residenz
- Die große Zeit des Biedermeier
- Joseph Meyer und das Bibliographische Institut
- Kupferstechertradition
- Wirtschaftliches Leben im 19. Jahrhundert
- Das Technikum
- Gasthäuser und Vereine
- Zwischen den Weltkriegen
- Eine Kreisstadt zwischen Ost und West
- Zur Geschichte des Hauses „Alte Post“
- Die Dunkelgräfin

## Sonderausstellungen (Auswahl)
- „Zwischen Himmel und Erde“ – 150 Jahre Dachdeckerfirma Hartmann (Hildburghausen) (5. Februar 2006 – 26. März 2006)
- „Kinderträume aus Hildburghausen“ – Die Geschichte der Papiermachèpuppenfabrik Voit/Conrad in Hildburghausen (23. April 2006 – 11. Juni 2006)
- „Thurmwart der Freiheit“ – Joseph Meyer und die Bürgerliche Revolution in Deutschland (23. Juni 2006 – 20. August 2006)
- „Wohl bekomms ...“ – Kneipen, Cafes und Hotels im alten Hildburghausen (10. September 2006 – 5. November 2006)
- „Überholen ohne einzuholen“ – Hildburghausen in den 60er Jahren auf Bildern aus der Sammlung Meffert (19. November 2006 – 28. Januar 2007)
- „Von Paukern und Pennälern...“ – 200 Jahre Gymnasium Hildburghausen (29. April 2012 – 10. Juni 2012)
- „Kirche, Schule, Kneipe...“ – 725 Jahre Häselrieth (24. Juni 2012 – 19. August 2012)
- „... und bauten eine Burg“ – Zur Geschichte der Osterburg bei Themar und des Arbeitskreises Osterburg e. V. (2. September 2012 – 28. Oktober 2012)
- „Der letzte Herzog...“ – Friedrich von Sachsen-Hildburghausen (23. Juni 2013 – 25. August 2013)
- Im Gedenken an den „Großen Krieg“ (29. Juni 2014 – 14. September 2014)
- „Das geheimnisvolle Leben der Dunkelgräfin“ – Historische Fakten und neue Erkenntnisse (19. Oktober 2014 – 1. März 2015)
- „Bestens informiert...“ – 250 Jahre Zeitungen aus Hildburghausen (20. März 2016 – 29. Mai 2016)
- „gezeichnet, gestochen und gedruckt...“ – Die Kunstanstalt des Bibliographischen Instituts Hildburghausen (23. Oktober 2016 – 5. März 2017)
- „Handel und Wandel im alten Hildburghausen“ (8. Oktober 2017 – 28. Januar 2018)
- „Viel des Herrlichen war in dieser Hülle...“ – Ausstellung zum 200. Todestag der Herzogin Charlotte von Sachsen-Hildburghausen (15. April 2018 – 29. Juli 2018)
- „...hinten in der Siedlung“ (7. April 2019 – 7. Juli 2019)
- „Kunst aus dem Depot“ (28. Juli 2019 – 13. Oktober 2019)
- „Allerley Spezerey“ (12. November 2019 – 2. Februar 2020)
- „Mons oppidanus“ – Der Stadtberg von Hildburghausen (1. März 2020 – 9. August 2020)[3]

## Veröffentlichungen
- Stadtmuseum Hildburghausen (Hrsg.): Kleines Universum. 5 Hefte. Stadtmuseum Hildburghausen, Hildburghausen 2001–2007, DNB 024790133.[4]
- Stadtmuseum Hildburghausen (Hrsg.): Dörfliches Leben im Hildburghäuser Land. Sutton, Erfurt 2012, ISBN 978-3-95400-100-2.
- Stadtmuseum Hildburghausen (Hrsg.): Hildburghausen. Sutton, Erfurt 2013, ISBN 978-3-95400-269-6.
- Stadtmuseum Hildburghausen (Hrsg.): Dörflicher Alltag im Hildburghäuser Land in alten Fotografien. Sutton, Erfurt 2016, ISBN 978-3-95400-474-4.